# Лоуренс Напп
Лоуренс Напп (англ. Lawrence Knapp, 30 травня 1905 — 8 листопада 1976) — американський хокеїст на траві.
Бронзовий призер Олімпійських Ігор 1932 року.